# Dubiaranea teres
Dubiaranea teres là một loài nhện trong họ Linyphiidae. Loài này được phát hiện ở Ecuador.